# Carles Tusquets i Trias de Bes
Carles Tusquets i Trias de Bes (Barcelona, 26 de gener de 1951) és un economista i empresari català.
Economista per la Universitat de Barcelona, és president de diferents empreses (Trea Capital, Banc Mediolanum, que va fundar com a Banc de Finances i Inversions - Fibanc o l'European Financial Planning Association). De 1989 a 1992 va ser president del Cercle d'Economia.
Al Futbol Club Barcelona, va ser tresorer i president de la comissió econòmica de Barça, en la primera etapa del president Josep Lluís Núñez, en una situació econòmica del club complicada que va obligar a aplicar una derrama als socis, però que va facilitar el fitxatge de Diego Armando Maradona. Va organitzar el finançament de la tercera graderia de l'estadi, a través d'un crèdit sindicat. El 27 d'octubre de 2020 va ser nomenat president de la Junta Gestora després de la dimissió de Josep Maria Bartomeu fins a les eleccions previstes inicialment per a 24 de gener de 2021. En una entrevista va dir que s'havia sentit perseguit.

## Família
Carles Tusquets és germà del jurista Francesc Tusquets i Trias de Bes. Fill de Francesc Tusquets i Padrosa, descendent d'una família de propietaris de Barcelona documentada des del segle xviii, i de Montserrat Trias de Bes i Borràs, és net del jurista Josep Maria Trias de Bes i Giró (pare d'aquesta), besnet de Joan de Déu Trias i rebesnet de Frederic Trias.
Alhora, és cosí de Xabier Añoveros, Julio Añoveros, Josep Maria Trias de Bes i Serra i Joan Tusquets. És nebot valencià de Santiago Dexeus i de Josep Maria Dexeus i oncle valencià d'Òscar Tusquets i d'Esther Tusquets.